# Odstoupení Joea Bidena z voleb prezidenta USA 2024

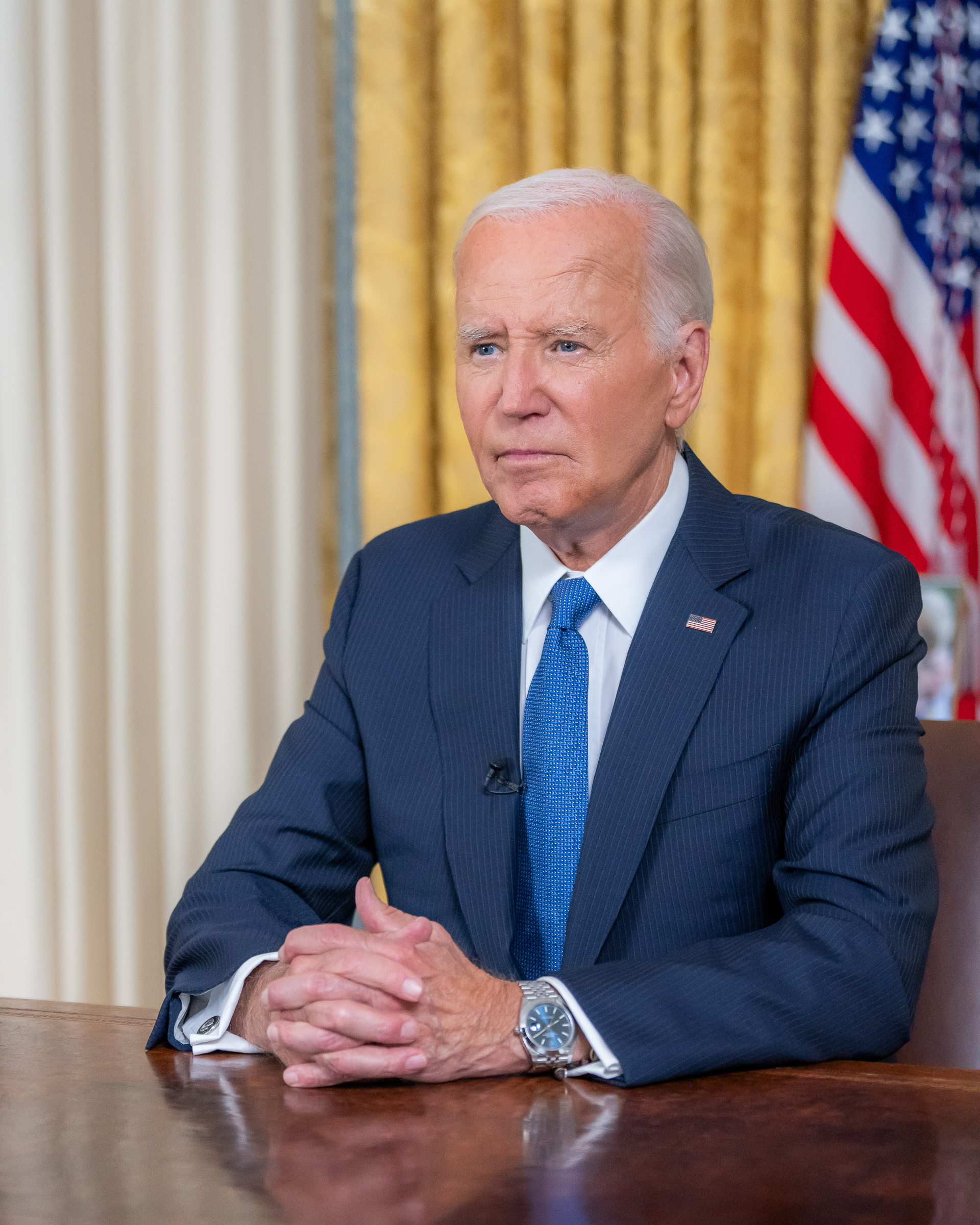
Prezident Joe Biden během svého projevu z Oválné pracovny, kde vysvětluje své důvody k odstoupení z voleb

Dne 21. července 2024 oznámil Joe Biden, prezident Spojených států amerických, ve svém prohlášení na sociálních sítích, že se vzdává kandidatury na prezidenta Spojených států v roce 2024. Jako svou náhradu na pozici kandidáta strany ve volbách podpořil viceprezidentku Kamalu Harrisovou.
Biden dříve oznámil, že se bude ucházet o znovuzvolení v prezidentských volbách v roce 2024, přičemž jeho spolukandidátkou měla být opět Harrisová. Biden získal v primárkách Demokratické strany nadpoloviční většinu delegátů a již před jejich skončením byl považován za předpokládaného kandidáta Demokratické strany. Již během jeho prezidentství se však objevily veřejné obavy o Bidenův věk a zdraví, zejména o jeho způsobilost k výkonu funkce a schopnost vykonávat druhé funkční období.
Tyto obavy vzrostly po debatě mezi Bidenem a kandidátem Republikánské strany Donaldem Trumpem dne 27. června 2024. Bidenovo vystoupení bylo široce kritizováno, komentátoři si všímali, že často ztrácel nit a dával zmatené odpovědi, mluvil chraplavým hlasem a několikrát si nedokázal vybavit statistické údaje nebo se souvisle vyjádřit. Prezident následně čelil výzvám k odstoupení z kandidatury ze strany některých významných demokratů a redakcí významných zpravodajských serverů. Do 19. července 2024 ho k odstoupení vyzvalo více než 30 vysoce postavených demokratů.
Biden několik týdnů po debatě opakovaně trval na tom, že zůstane kandidátem. Dne 21. července 2024 však svou kandidaturu stáhl prostřednictvím podepsaného dopisu zveřejněného na svém osobním účtu na sociální síti X. Napsal, že je to „v nejlepším zájmu mé strany a země,“ a zároveň uvedl, že bude pokračovat ve funkci prezidenta až do konce svého funkčního období. Biden byl prvním úřadujícím prezidentem od Lyndona B. Johnsona v roce 1968, který odstoupil z boje o znovuzvolení, prvním od 19. století, který odstoupil po výkonu funkce po jednom funkčním období, a jediným, který odstoupil po vítězství v primárkách.

## Pozadí

### Podobné situace
Historicky se většina úřadujících amerických prezidentů, kteří dokončili jedno celé funkční období, rozhodla kandidovat i podruhé. Následující prezidenti se mohli ucházet o znovuzvolení poté, co dokončili alespoň jedno celé funkční období, ale rozhodli se nekandidovat:
- James K. Polk (1845–1849): dodržel slib z kampaně, že bude sloužit pouze jedno funkční období.
- James Buchanan (1857–1861): dodržel slib z kampaně, že bude sloužit pouze jedno funkční období
- Rutherford B. Hayes (1877–1881): dodržel slib z kampaně, že bude sloužit pouze jedno funkční období
- Calvin Coolidge (1923–1929): rozhodl se nekandidovat poté, co odsloužil jedno částečné a jedno celé funkční období
- Harry S. Truman (1945–1953): odstoupil z kandidatury po jednom částečném a jednom plném funkčním období
- Lyndon B. Johnson (1963–1969): odstoupil z kandidatury po jednom částečném a jednom plném funkčním období

James K. Polk
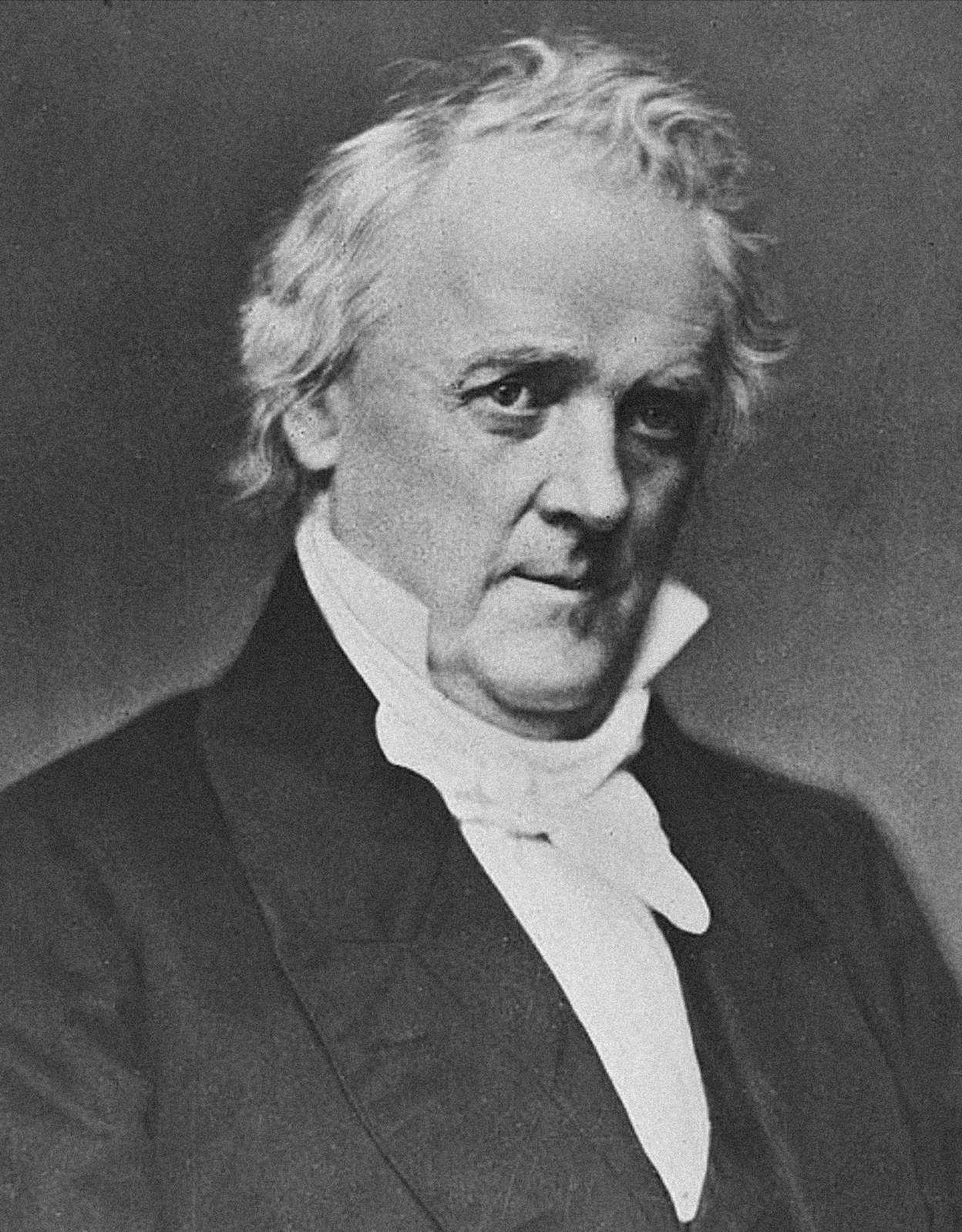
James Buchanan
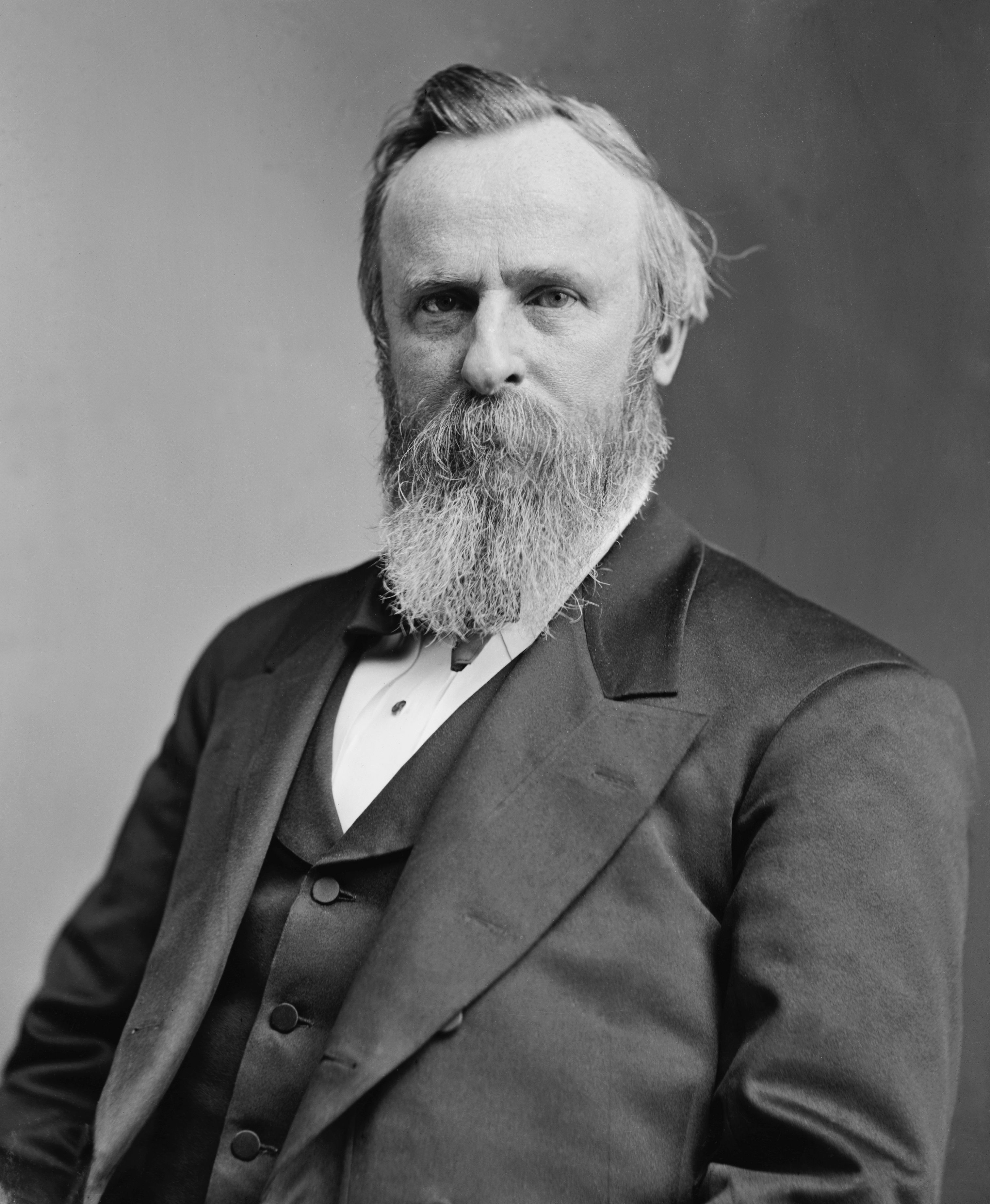
Rutherford Hayes
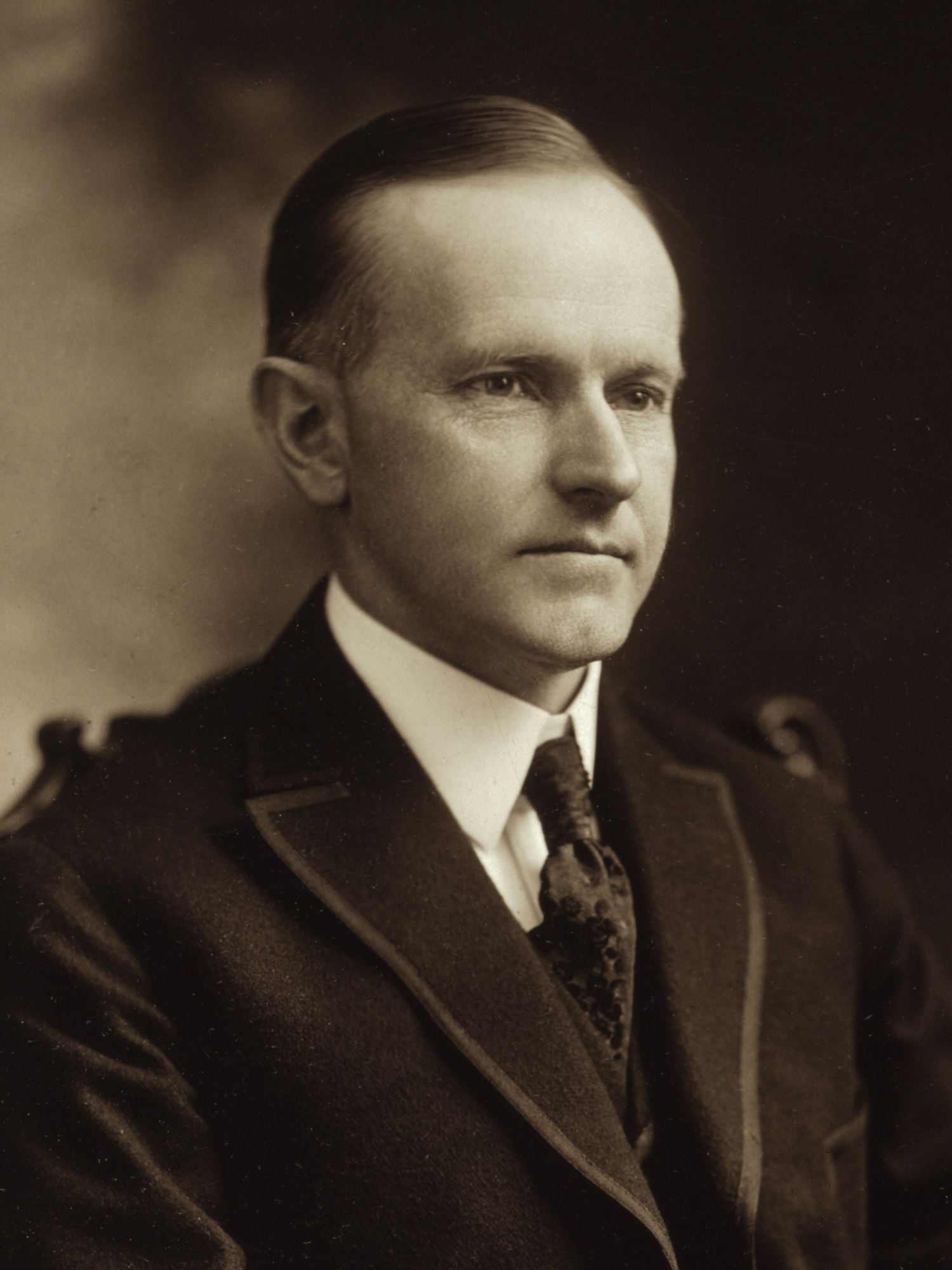
Calvin Coolidge
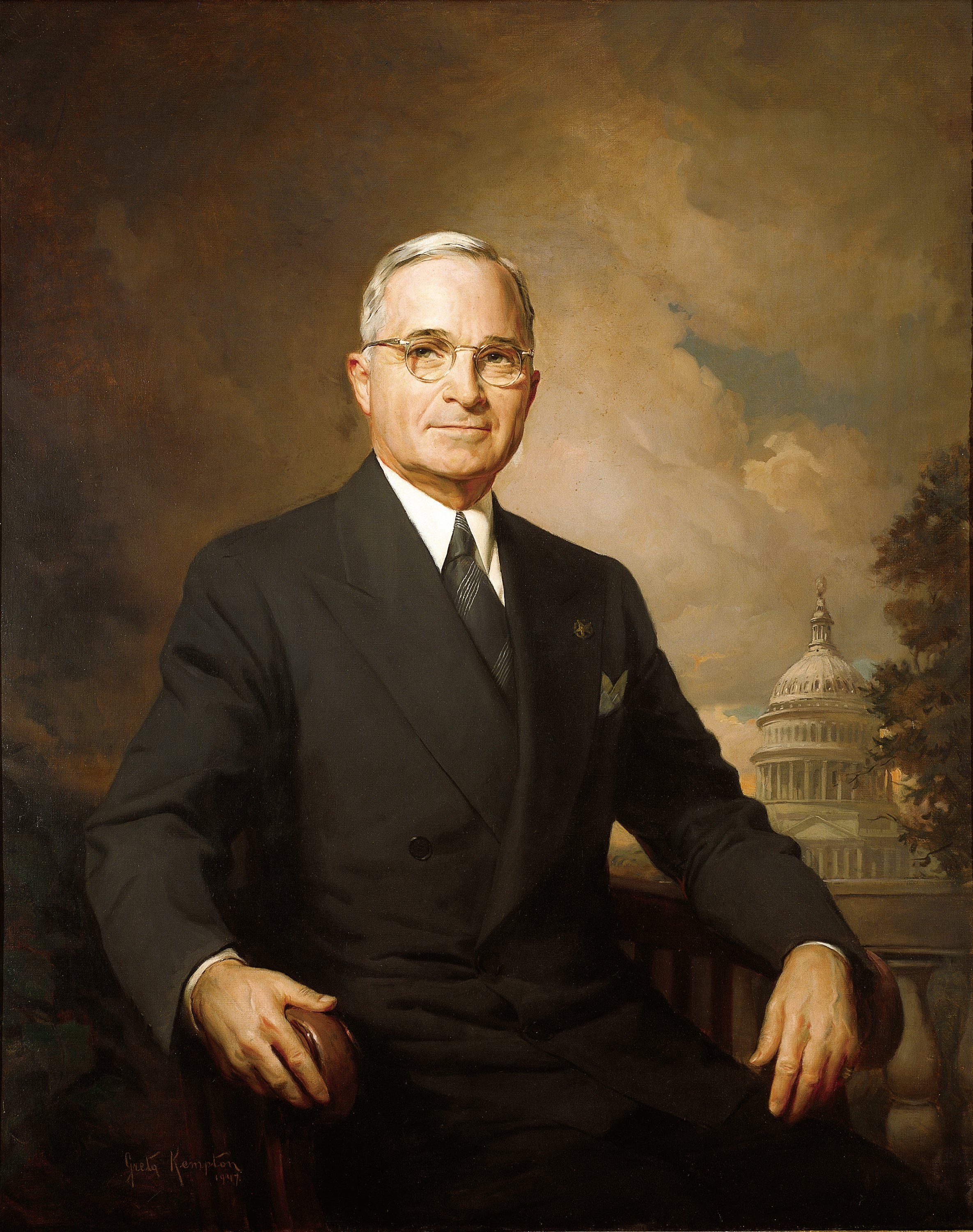
Harry S. Truman
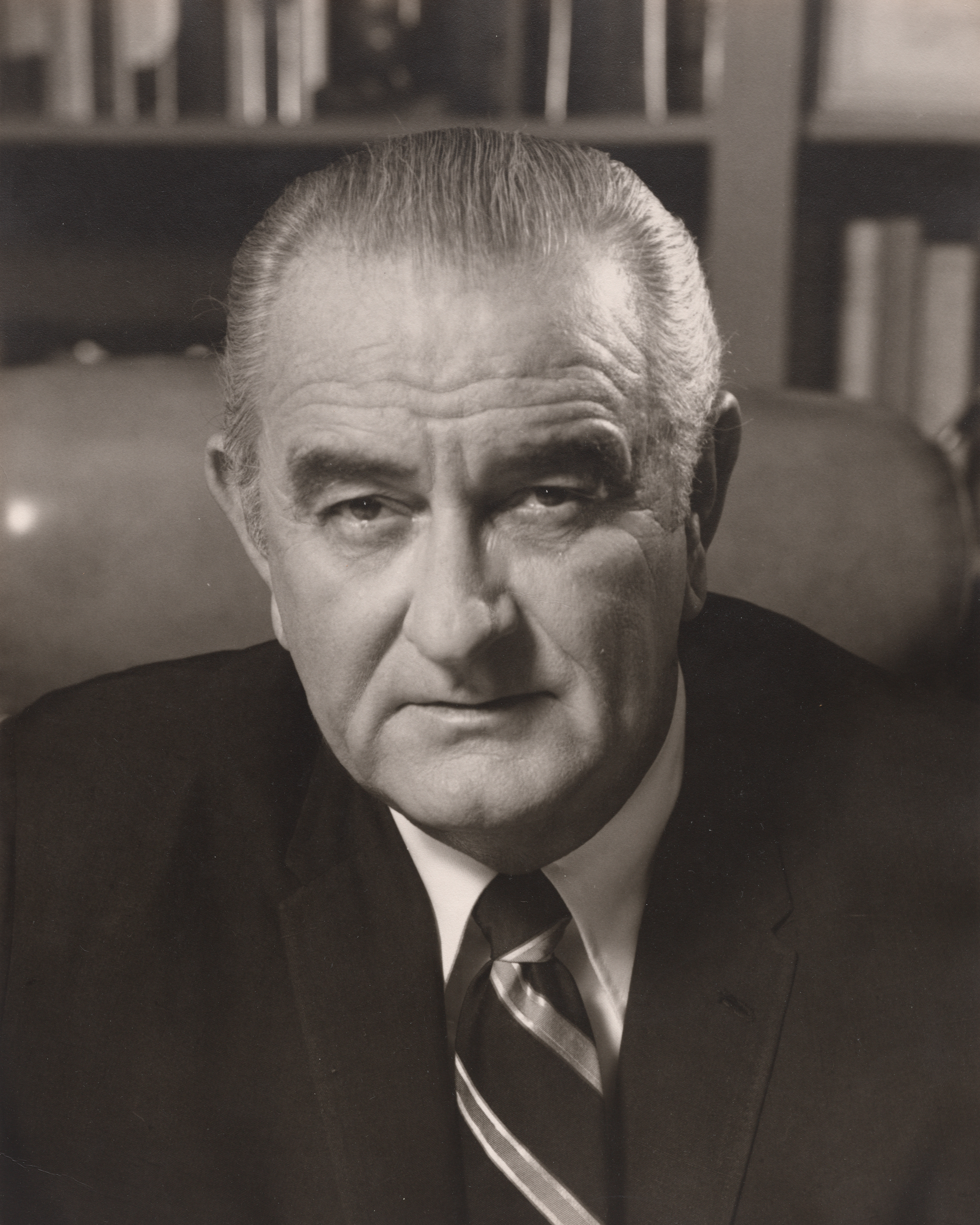
Lyndon B. Johnson

22. dodatek Ústavy USA, přijatý Kongresem v roce 1947 a ratifikovaný státy v roce 1951, zavádí pro prezidenty limit dvou plných funkčních období. Před zavedením limitu funkčních období se mnoho prezidentů (i když ne všichni) řídilo neformální tradicí dvou funkčních období po vzoru prvního prezidenta George Washingtona.

### Biden jako přechodný kandidát
Během prezidentských voleb v roce 2020 se Biden prezentoval jako „přechodný“" kandidát, po kterém přijde nová generace lídrů. Pět dní před Bidenovým odstoupením z volebního klání napsal Bret Stephens pro The New York Times komentář, v němž uvedl, že Biden „zradil svůj implicitní slib, že bude prezidentem na jedno funkční období a na přechodnou dobu. Kdyby se ho držel, byl by ušetřen ponížení z debaty minulý měsíc a demokraté by nebyli rozpolcenou a rozdělenou stranou, jakou jsou dnes.“

### Bidenova kampaň
Dne 25. dubna 2023, po měsících spekulací, Biden potvrdil, že se bude ucházet o znovuzvolení prezidentem v prezidentských volbách v roce 2024 a jeho spolukandidátkou měla být opět viceprezidentka Kamala Harrisová. Kampaň zahájil přesně čtyři roky po zahájení své prezidentské kampaně v roce 2020. V den svého oznámení měl podle průzkumu agentury Gallup 37% podporu, přičemž většina dotázaných uvedla, že jejich největším problémem je ekonomika. Během své kampaně Biden propagoval vyšší hospodářský růst a oživení po pandemii covidu-19. Často prohlašoval, že hodlá „dokončit práci“ („Finish the job“), což bylo jeho politické heslo.

Logo Bidenovy volební kampaně

Biden učinil ústředním bodem své kampaně ochranu americké demokracie spolu s obnovením federálního práva na potrat po zrušení rozsudku Nejvyššího soudu ve věci Roe vs. Wade. Hodlal také zvýšit financování pohraniční stráže a bezpečnosti a navýšit prostředky na vymáhání práva spolu s reformou policie. Slíbil podporu, ochranu a rozšíření práv LGBT, a často upozorňoval na své schválení zákona o investicích do infrastruktury a zaměstnanosti, zákona o čipech a vědě a zákona o snižování inflace, který byl přelomovou investicí v boji proti klimatické krizi.
Biden označil posilování amerických spojenectví za klíčový cíl své zahraniční politiky a slíbil pokračovat v podpoře Ukrajiny po ruské invazi do země a Izraele po válce s Hamásem, přičemž je označil za „životně důležité“ pro národní bezpečnostní zájmy USA. Biden slíbil pokračovat v úsilí o řešení násilí páchaného střelnými zbraněmi a hájit zákon o dostupné zdravotní péči v návaznosti na výroky Donalda Trumpa, který naznačil, že tento zákon zruší.
Bidenova ekonomická politika (často médii nazývaná jako Bidenomika) byla popisována jako odmítnutí tradiční neoliberální ekonomické politiky a Washingtonského konsensu, které vedly k offshoringu výroby, a tím i k nárůstu populistického odporu. Biden navrhl a uzákonil cílená cla proti strategickým čínským odvětvím, aby ochránil pracovní místa ve výrobě a čelil technologickým a vojenským ambicím Číny. Dne 12. března dosáhl více než 1 968 delegátů potřebných k získání demokratické nominace a stal se předpokládaným kandidátem.

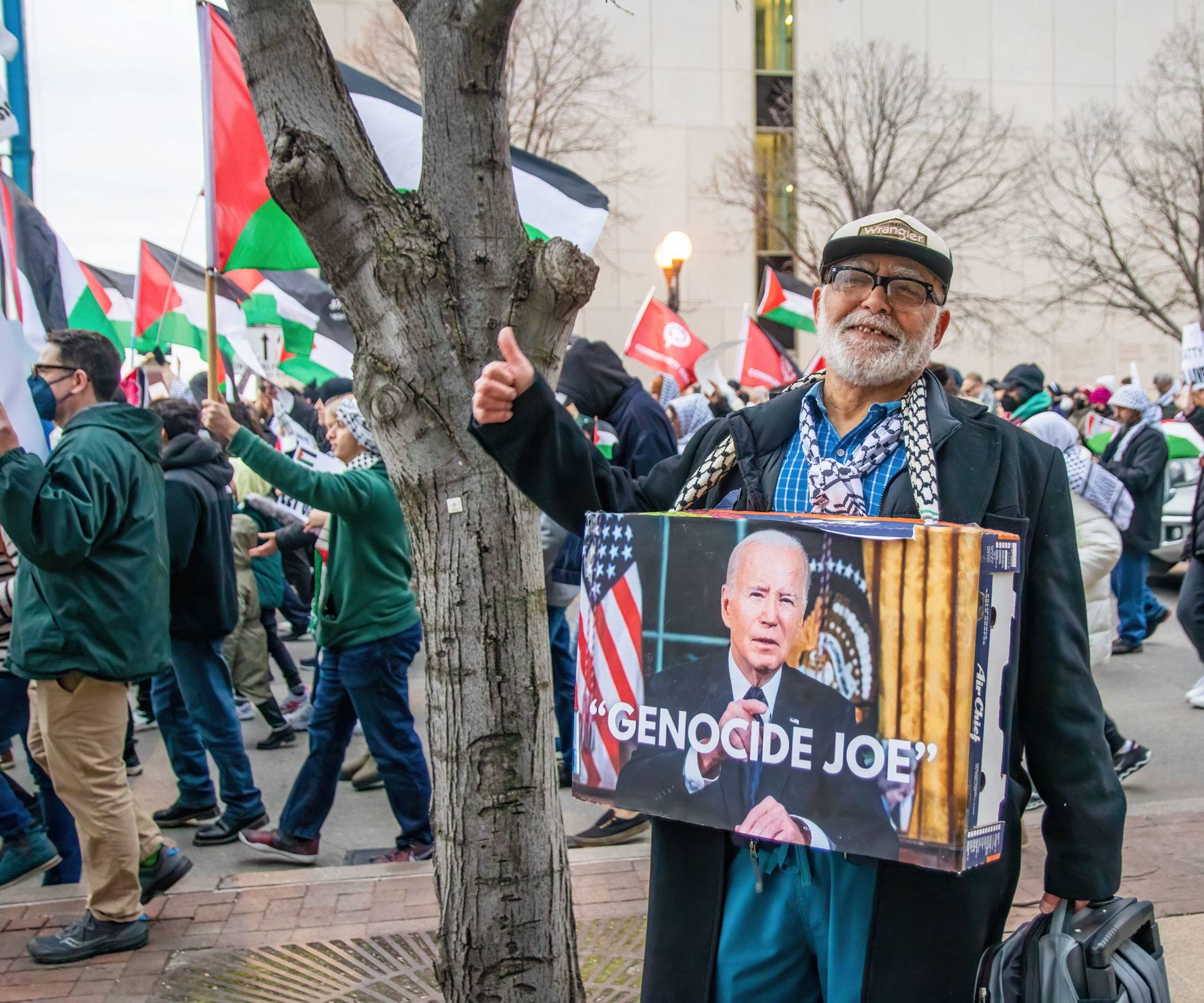
Muž v Ohiu protestující proti Bidenově podpoře Izraele

### Protestní hlasy
Protestní hnutí proti válce mezi Izraelem a Hamásem začala jako hnutí zaměřená proti Bidenově podpoře Izraele. Během primárek v americkém státě Michigan vhodilo přes 100 tisíc demokratických voličů do urny bílý lístek (tzv. nerozhodnutný), což bylo zapříčiněno zejména aktivizací voličů nespokojených s prezidentovou podporou státu Izrael, který dlouhodobě potlačuje lidská práva v Pásmu Gazy. Po úspěchu v Michiganu se aktivisté snažili zopakovat protest v dalších státech USA. Paralelně se rozrostlo hnutí Abandon Biden, které Bidena vyzývalo, aby se vzdal prezidentského klání. Hlasování jako „nerozhodnutý“ bylo největším odporem proti prezidentské kampani Joe Bidena v roce 2024 a získalo vyšší počet hlasů než mnozí uchazeči v prezidentských primárkách Demokratické strany v roce 2020, včetně Amy Klobucharové, Coryho Bookera, Beto O'Rourkea a Bidenovy viceprezidentky Kamaly Harrisové.

### Bidenovo zdraví a věk
Bidenovi bylo v době inaugurace 78 let, čímž se stal nejstarším američanem, který se ujal prezidentského úřadu. Biden byl také při nástupu do úřadu starší než předchozí nejstarší prezident Ronald Reagan, když jej opouštěl. Během jeho prezidentství se objevily obavy o Bidenovo zdraví, především o jeho věk a schopnost vykonávat druhé funkční období. Ve zprávě v časopise Journal on Active Aging lékaři konstatovali, že má vzhledem ke svému věku "výjimečný zdravotní profil", a lékařský posudek provedený prezidentským lékařem Kevinem O'Connorem svědčil o jeho fyzickém zdraví. Dan Zak z deníku Washington Post popsal Bidenovu vládu jako gerontokracii.
V červenci 2024 deník The New York Times uvedl, že Kevin Cannard, neurolog z Národního vojenského lékařského centra Waltera Reeda specializující se na pohybové poruchy, jako je Parkinsonova choroba, navštívil během posledních osmi měsíců osmkrát Bílý dům. Zpráva vyvolala polemiku, protože ji O'Connor zpochybnil s odkazem na Cannardova vystoupení během vlády Baracka Obamy. Počátkem července také připustil zdroj z Bílého domu, že prezident je schopen fungovat pouze šest hodin denně, zhruba od desáté hodiny ranní do čtyř odpoledne.

### Červnová prezidentská debata
Biden byl po televizní debatě s Trumpem 27. června 2024 hojně kritizován. Mnozí demokraté kritizovali jeho výkon, v němž Biden působil nevýrazně, mluvil chraplavým hlasem a několikrát si nedokázal vybavit statistické údaje nebo souvisle vyjádřit svůj názor, v některých případech mu nebylo ani rozumět. Po skončení debaty jej jeho manželka, Jill Bidenová, odvedla z pódia, což vyvolalo další spekulace o prezidentově zdraví či schopnosti vykonávat úřad. Několik novinových sloupkařů prohlásilo za vítěze Trumpa a podle průzkumů veřejného mínění většina veřejnosti věřila ve vítězství Trumpa. Po Bidenově vystoupení v debatě mnoho demokratů vyzvalo k jeho odstoupení z kandidatury, což vedlo k politickým zmatkům uvnitř strany, které média označovala jako „Bidenovu krizi“.

## Důsledky debaty
Dne 17. července ABC News informovala, že se 12. července s Bidenem sešel šéf sněmovní menšiny Hakeem Jeffries a 13. července šéf senátní většiny Chuck Schumer, kteří Bidenovi vyjádřili obavy ze ztrát demokratů v Kongresu, pokud bude kandidovat. Biden údajně Schumerovi řekl, že potřebuje ještě týden na rozhodnutí. Jeffrey Katzenberg, spolušéf Bidenovy kampaně, údajně 17. července Bidena varoval, že dárci přestávají financovat jeho kampaň. Katzenberg později tuto charakteristiku jejich rozhovoru zpochybnil.
Toho večera byl Biden pozitivně testován na covid-19. Měl mírné příznaky, včetně kašle, rýmy a „celkové malátnosti“. Záběry, na nichž vypadal křehce při výstupu z Air Force One cestou na izolaci ve svém sídle v Rehoboth Beach ve státě Delaware, však podpořily další spekulace o jeho zdravotním stavu. Deník The New York Times uvedl, že Biden byl ke stažení své kandidatury „vstřícnější“. Bývalá předsedkyně Sněmovny reprezentantů Nancy Pelosiová v telefonických rozhovorech Bidenovi sdělila, že je ohledně jeho kandidatury pesimistická. Dne 18. července přinesl server Axios zprávu, že demokraté věří, že Biden z voleb odstoupí, přičemž se odvolávali na tlak Jeffriese a Schumera, interní průzkumy a kritiku. Ve stejný den vyšla v The New York Times zpráva, že Biden zvažuje odstoupení.
Televize CNN uvedla, že 20. července se Biden sešel s poradci Stevem Ricchettim a Mikem Donilonem, během které dospěli k závěru, že zhoršující se výsledky průzkumů a ztráta podpory strany způsobily, že kampaň nemá věrohodnou strategii na zotavení. Ve stejný den večer začal Biden s Ricchettim, Donilonem a dalšími blízkými spolupracovníky plánovat možné odstoupení z volebního klání a 21. července ráno se k tomuto rozhodnutí plně zavázal.

## Odstoupení
Dne 21. července zveřejnil Bidenův oficiální účet na sociální síti X dopis, v němž oznamuje své odstoupení. V dopise napsal: „...přestože bylo mým záměrem usilovat o znovuzvolení, věřím, že je v nejlepším zájmu mé strany a země, abych odstoupil a po zbytek svého funkčního období se soustředil výhradně na plnění svých prezidentských povinností.“ Později téhož dne ze stejného účtu podpořil svou viceprezidentku Kamalu Harris jako svou nástupkyni.
Dne 24. července 2024, ve svém prvním vystoupení od odstoupení z prezidentského klání, prezident vysvětlil své rozhodnutí. V projevu z Oválné pracovny uvedl, že jeho důvodem byla „obrana demokracie“. Na adresu prezidentské kampaně poznamenal: „Amerika si bude muset vybrat mezi pohybem vpřed nebo vzad, mezi nadějí a nenávistí, mezi jednotou a rozdělením.“

## Náhradní kandidátka

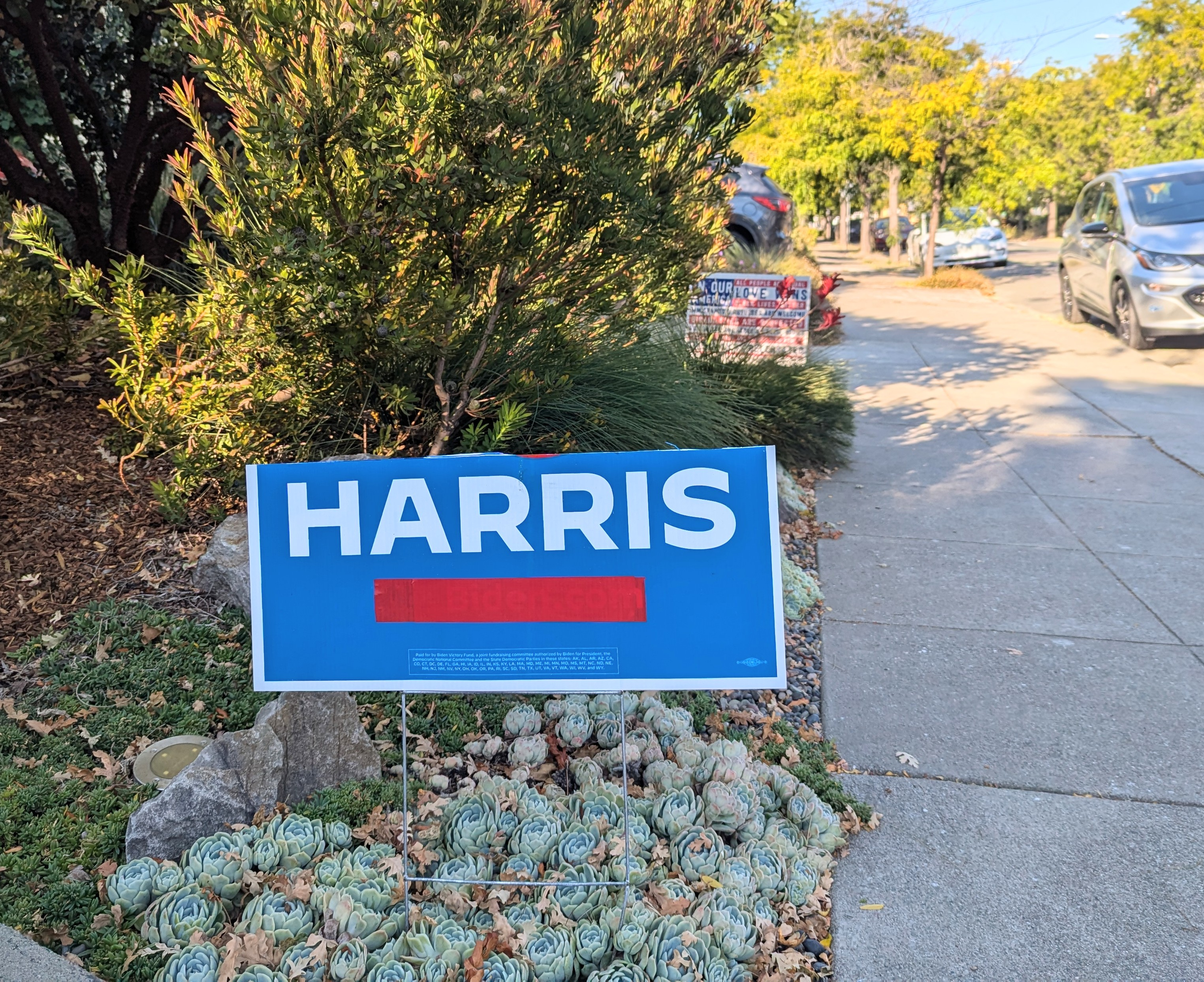
Improvizovaná cedule podporující kandidaturu Kamaly Harris

Bidenovi delegáti byli uvolněni jeho zastavením kampaně a odstoupením z volebního klání. Podle pravidel Demokratické strany kandidát, který získá 300 podpisů delegátů, se pak objeví na volebním lístku sjezdu. Kandidát musí na sjezdu získat většinu hlasů delegátů, aby se stal kandidátem; pokud žádný z kandidátů zpočátku nezíská většinu hlasů, může o kandidátovi hlasovat dalších 700 superdelegátů. nehledě na Bidenovu podporu Harrisové, pravidla Demokratického národního výboru nevyžadují, aby se tito delegáti řídili jeho doporučením a podpořili jím vybraného nástupce.
V průzkumu delegátů, který provedla agentura Associated Press 22. července 2024, se Harrisová stala předpokládanou kandidátkou poté, co získala sliby od více než poloviny delegátů.

## Reakce

### Ve Spojených státech amerických

#### Demokratická strana
Bývalí prezidenti Bill Clinton a Barack Obama ocenili Bidenovu práci ve funkci prezidenta, přičemž Obama napsal, že „Joe Biden byl jedním z nejdůslednějších amerických prezidentů“ a že „by toto rozhodnutí neučinil, pokud by nevěřil, že je to pro Ameriku správné.“ Mnozí demokraté chválili Bidenovo rozhodnutí jako „nesobecké,“ například kongresman z Jižní Karolíny Jim Clyburn, Obamův poradce David Axelrod a kongresman z Ohia Greg Landsman, přičemž vůdce senátní většiny Chuck Schumer napsal, že Biden „opět dal přednost své zemi, své straně a naší budoucnosti“ před sebou samým. Stejně tak učinila i bývalá ministryně zahraničí a prezidentská kandidátka Hillary Clintonová, která podpořila Harrisovou.

#### Kampaň Donalda Trumpa
Po oznámení Bidenova odstoupení vydal Trump na své sociální síti Truth Social prohlášení, v němž tvrdil, že jeho bývalý soupeř „nebyl způsobilý kandidovat na prezidenta a rozhodně není způsobilý vykonávat svou funkci“", a označil ho za „zdaleka nejhoršího prezidenta v dějinách našeho národa.“ Trumpova kampaň připravila opoziční výzkumné materiály na Kamalu Harrisovou a pensylvánského guvernéra Joshe Shapira, u kterého se předpokládá, že by mohl být demokratickým kandidátem na viceprezidenta. Kampaň měla v úmyslu zveřejnit zprávy kritické k Harrisové na republikánském národním sjezdu, ale nakonec se rozhodla od toho upustit.
Trump si na Bidenovo odstoupení stěžoval v příspěvku na sociální síti Truth 21. července a požadoval, aby Republikánské straně byly proplaceny peníze, které vynaložila na kampaň proti Bidenovi. Trump také přirovnal podporu Demokratické strany pro výměnu Bidena k „puči“ (v angličtině coup). Trumpův jazyk „puče“ hojně napodobovali další republikánští politici a stratégové.

### Zahraniční reakce
- Austrálie: Premiér Anthony Albanese Bidena pochválil a řekl, že „předsedal ekonomice, která zaznamenala růst pracovních míst, růst mezd a přechodný proces, který probíhá v souvislosti s přechodem na čistou nulu. Stejně tak se postavil za otázky, jako je rovnost žen a mužů. Prezident Biden byl velkým přítelem Austrálie a to bude pokračovat“ Také uvedl, že „spojenectví Austrálie a USA nebylo nikdy silnější díky našemu společnému závazku k demokratickým hodnotám, mezinárodní bezpečnosti, hospodářské prosperitě a opatřením v oblasti klimatu pro tuto a budoucí generace.“[77][78]

- Brazílie: Prezident Luiz Inácio Lula da Silva o Bidenovi prohlásil: „Pouze on mohl rozhodnout, zda bude kandidovat, či nikoliv“ a „Brazilské vztahy budou pokračovat s kýmkoliv, kdo bude zvolen.“[79]

- Čína: Na pravidelném tiskovém brífinku 22. července se mluvčí čínského ministerstva zahraničí Mao Ning odmítl vyjádřit a uvedl, že „prezidentské volby jsou vnitřní záležitostí Spojených států.“[80][81]
- Česko: Prezident Petr Pavel označil Bidenovo rozhodnutí „za státnické gesto, které svědčí o tom, že si šéf Bílého domu uvědomuje důležitost voleb nejen pro Spojené státy, ale i pro svět. Bidenovi záleží na tom, aby uspěly Demokratická strana i USA jako celek.“[82] Premiér Petr Fiala prohlásil: „Je to nepochybně rozhodnutí státníka, který sloužil své zemi desítky let. Je to krok zodpovědný a osobně obtížný, ale o to cennější. Držím USA palce, aby z demokratické soutěže dvou silných a rovnocenných kandidátů vzešel dobrý prezident.“ Exministr a stínový předseda vlády Karel Havlíček z hnutí ANO označil rozhodnutí nekandidovat za racionální a pragmatické.[83]
- Filipíny: Prezident Bongbong Marcos označil Bidenovo odstoupení za „projev skutečného státnického chování“ a poděkoval mu za jeho „stálou a neochvějnou podporu Filipín v choulostivé a obtížné době.“[84]
- Německo: Kancléř Olaf Scholz zveřejnil na síti X prohlášení, v němž uvedl: „Joe Biden toho hodně dokázal: pro svou zemi, pro Evropu, pro svět... Díky němu je transatlantická spolupráce těsná, NATO silné a USA jsou pro nás dobrým a spolehlivým partnerem. Jeho rozhodnutí znovu nekandidovat si zaslouží uznání.“[77][78]
- Irsko: Taoiseach Simon Harris ve svém prohlášení Bidenovi poděkoval a uvedl: „Jménem lidu a vlády Irska. Rád bych Vám, pane prezidente, poděkoval za Vaše globální vůdcovství a přátelství, když jste oznámil, že nebudete kandidovat v prezidentských volbách v USA v roce 2024...Joe Biden byl ve všech funkcích, které zastával, vždy neochvějným hlasem a vášnivým pracovníkem pro mír na irském ostrově a naše země je mu za to velmi zavázána.“ Tánaiste (místopředseda vlády) Micheál Martin uvedl, že se o Bidenově rozhodnutí dozvěděl „se smutkem i obdivem zároveň.“[77][78]
- Izrael: V prohlášení na sociálních sítích prezident Jicchak Herzog poděkoval Bidenovi „za jeho přátelství a vytrvalou podporu izraelského lidu v průběhu jeho desetileté kariéry.“ Ministr obrany Yoav Gallant řekl: „Ještě předtím, než jsme se setkali, jsme se s ním setkali: "Děkuji vám, pane prezidente Joe Bidene, za vaši neochvějnou podporu Izraele v průběhu let. Vaše neochvějná podpora, zejména během války, byla neocenitelná. Jsme vděčni za Vaše vedení a přátelství.“[77][78]

- Japonsko: Premiér Fumio Kišida prohlásil: „Není třeba říkat, že japonsko-americké spojenectví je pilířem japonské diplomacie a bezpečnosti, takže budeme pozorně sledovat budoucí vývoj.“[77]
- Kanada Premiér Justin Trudeau prohlásil: „Prezidenta Bidena znám už léta. Je to skvělý člověk a vše, co dělá, je vedeno jeho láskou k vlasti. Jako prezident je pro Kanaďany partnerem - a skutečným přítelem. Prezidentu Bidenovi a první dámě: děkuji vám.“[85][86]
- Mexiko: Prezident Andrés Manuel López Obrador označil Bidena za „dobrého vůdce“" s „velmi dobrými výsledky“ Zároveň dodal: „Z politického hlediska učiní rozhodnutí neúčastnit se znovuzvolení, to je na rozhodnutí těch, kteří jsou členy Demokratické strany, my se budeme i nadále snažit udržovat dobré vztahy s vládou Spojených států.“[87]
- Nový Zéland: Premiér Christopher Luxon prohlásil: „Prezident Biden zasvětil svůj život veřejné službě, a to je něco, co si zaslouží velkou úctu. Děkuji panu prezidentovi za jeho vedení Spojených států a jeho závazek vůči Novému Zélandu. A těším se na spolupráci s ním po zbytek jeho prezidentského období“".[77][78]
- Norsko: Premiér Jonas Gahr Støre řekl agentuře Reuters: „Respektuji rozhodnutí prezidenta Joea Bidena nekandidovat ve volbách. Své rozhodnutí zdůvodňuje tím, že chce dát přednost zemi před sebou samým. Toto zdůvodnění vzbuzuje respekt... Joe Biden byl po několik desetiletí jedním z nejvýznamnějších amerických politiků a prezidentem, který provedl několik důležitých reforem. Oceňuji ho zejména za jeho vedení NATO a těším se na spolupráci s Bidenem ve funkci prezidenta Spojených států do konce ledna.“[77]
- Polsko: Premiér Donald Tusk na sociální síti X uvedl: „Pane prezidente, mnohokrát jste učinil obtížná rozhodnutí, která učinila Polsko, Ameriku a svět bezpečnějšími a demokracii a svobodu silnějšími. Vím, že jste se při oznamování svého posledního rozhodnutí řídil stejnými zásadami. Možná to nejtěžší ve Vašem životě.“ [77]
- Rusko: Mluvčí Kremlu Dmitrij Peskov prohlásil, že Rusko se více než na výsledky voleb soustředí na své cíle při probíhající invazi na Ukrajinu.[77][85]
- Spojené království: Předseda vlády Keir Starmer zveřejnil prohlášení na sociální síti X, ve kterém uvedl, že respektuje Bidenovo rozhodnutí odstoupit a těší se na spolupráci s ním po zbytek jeho prezidentského období. Předseda opozice a bývalý premiér Rishi Sunak také poukázal na Bidenovy úspěchy a popřál mu vše dobré.
- Španělsko: Premiér Pedro Sánchez napsal na sociální síť X: „Veškerý můj obdiv a uznání za statečné a důstojné rozhodnutí prezidenta @JoeBiden. Díky jeho odhodlání a vůdcovství USA překonaly ekonomickou krizi po pandemii a vážném útoku na Kapitol a příkladně podpořily Ukrajinu tváří v tvář Putinově ruské agresi. Velké gesto od velkého prezidenta, který vždy bojoval za demokracii a svobodu.“[77]
- Ukrajina: Prezident Volodymyr Zelenskyj uvedl, že jeho země respektuje Bidenovo „tvrdé, ale pevné rozhodnutí“ a je vděčná za jeho „neochvějnou podporu.“[85][88]
- Venezuela: Prezident Nicolás Maduro na předvolební akci prohlásil, že Biden „učinil to nejrozumnější a nejsprávnější rozhodnutí...Dal přednost své rodině a svému zdraví. Uvědomil si, že v tomto věku a s oslabeným zdravím nemůže převzít vedení země, natož prezidentskou kandidaturu.“[77]